# Oceano Antartico
Il Mare od Oceano Antartico detto anche Oceano Australe, Oceano Meridionale e Oceano Glaciale Antartico, secondo la concezione anglosassone è l'insieme dei mari che circondano il continente antartico, più a sud della latitudine 60° S. La sua denominazione ufficiale è controversa e ufficialmente rigettata dall'Argentina. L'esistenza dell'Oceano Antartico non è universalmente accettata perché, al contrario degli altri, non ha confini ben definiti e non è circondato dai continenti, essendo esso stesso a circondare un continente.
Accettando l'esistenza dell'Oceano Antartico, questa è la sua definizione: è situato nell'emisfero australe e attorno all'Antartide, estendendosi fino alla latitudine, formalmente definita nel 2000 dall'Organizzazione idrografica internazionale, di 60° S, oltre la quale vi sono l'Oceano Pacifico, l'Oceano Atlantico e l'Oceano Indiano (partendo dall'emisfero occidentale e andando da ovest verso est).
Se si considerano gli oceani della Terra cinque, e non tre come di consueto in Italia, l'Antartico è il più meridionale della Terra e il quarto per estensione.
In Italia e in altri Paesi la zona di mare circostante l'Antartide non viene considerata un oceano a parte, ma ricade in parte nell'Oceano Atlantico, in parte nell'Oceano Indiano, in parte nell'Oceano Pacifico. Oggi la valenza del mare Antartico, più che geografica, sembra essere geopolitica, ai fini del suo sfruttamento. Indicativo di ciò è il suo limite nord (latitudine 60° S), corrispondente con quelli fissati dal trattato Antartico.

## Toponomastica

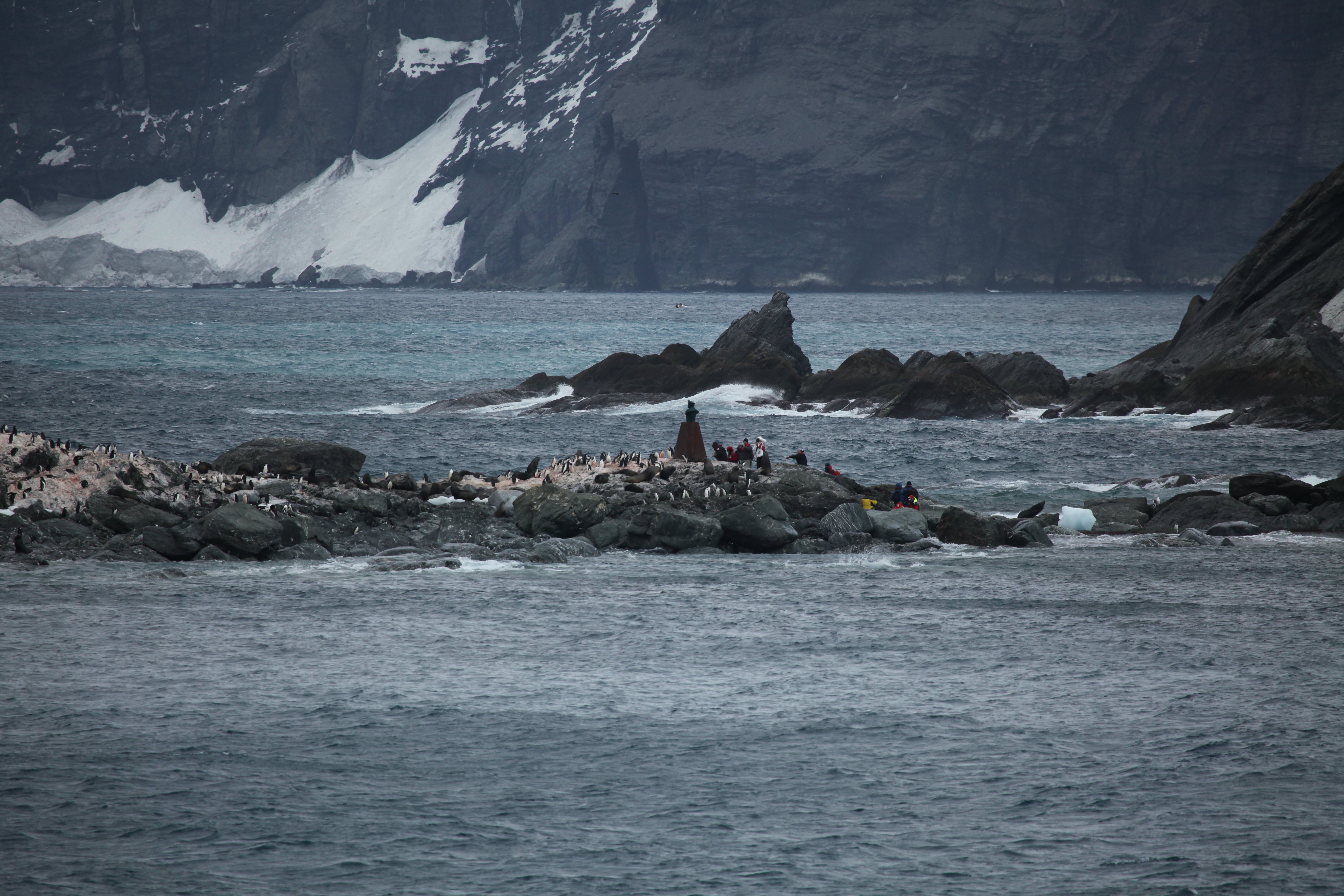
Colonia di pinguini

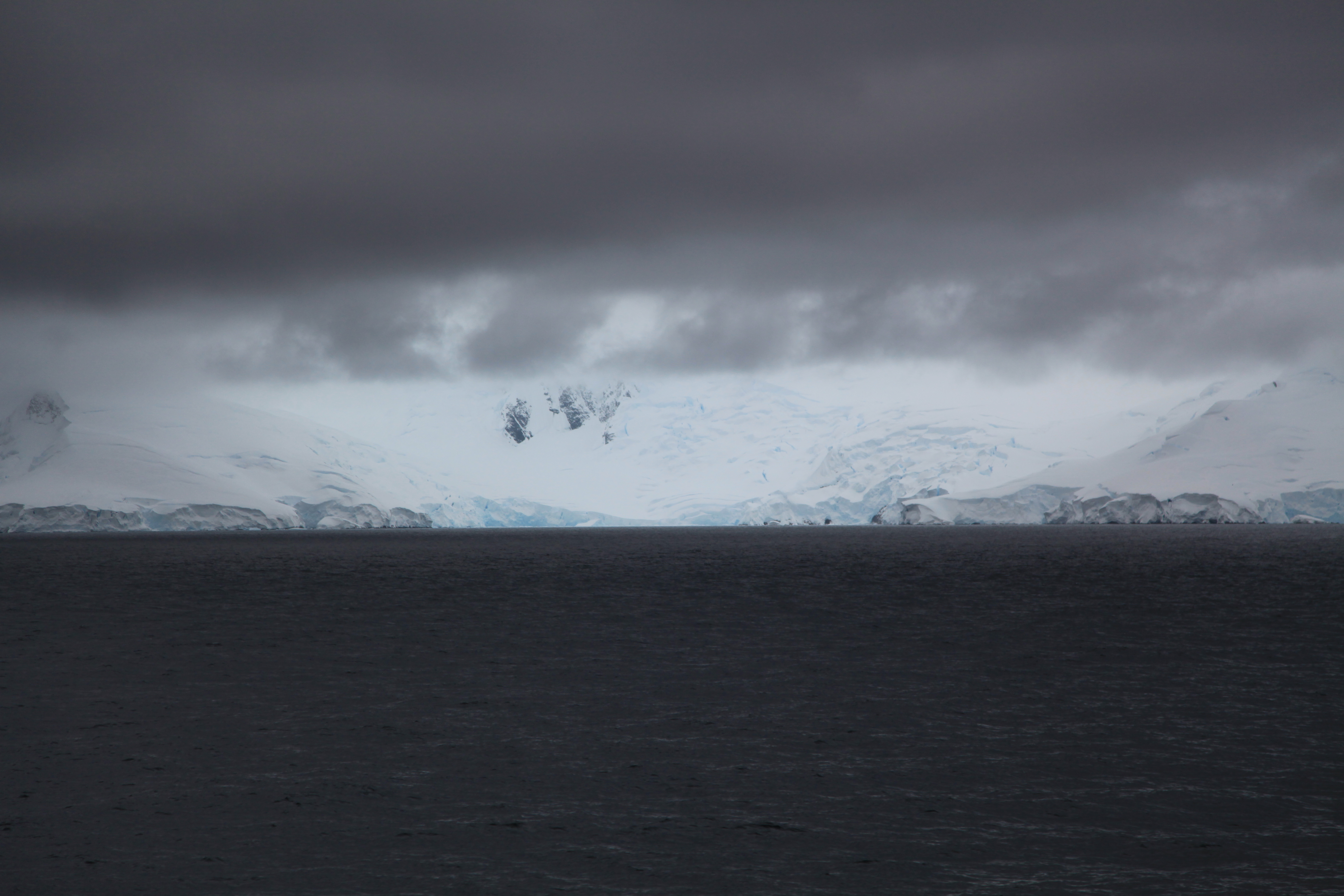
Costa antartica

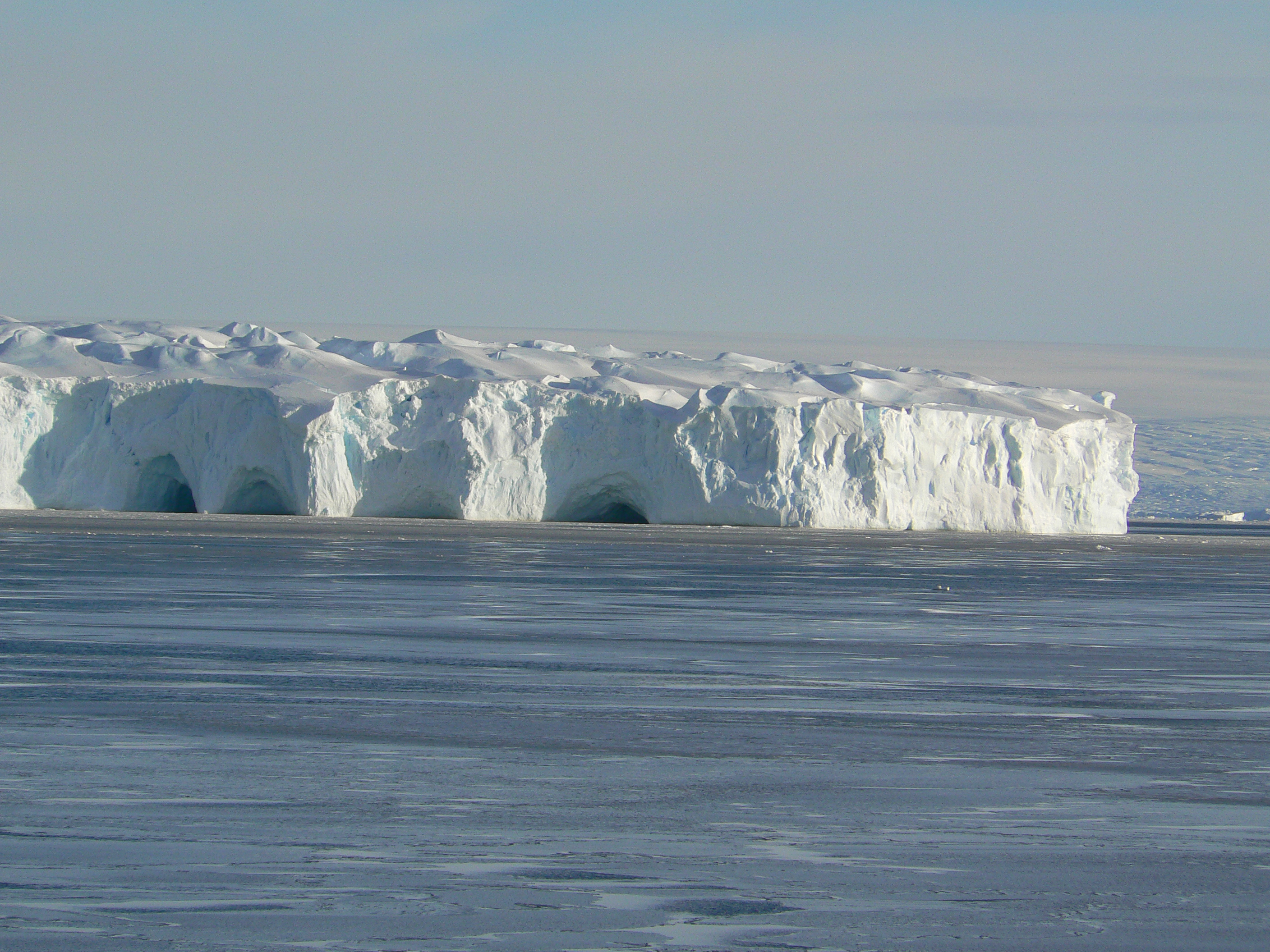
Costa antartica

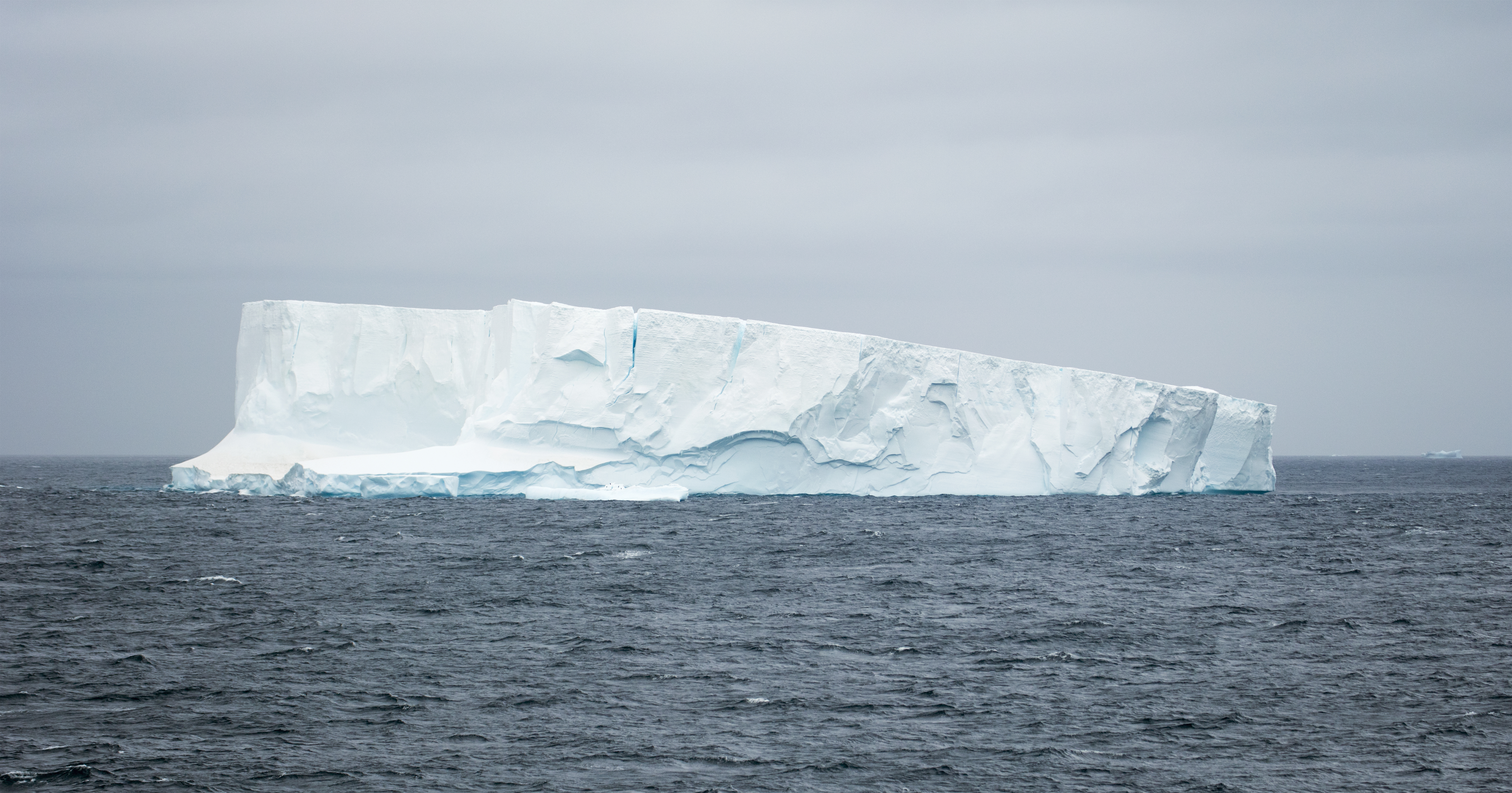
Iceberg alla deriva

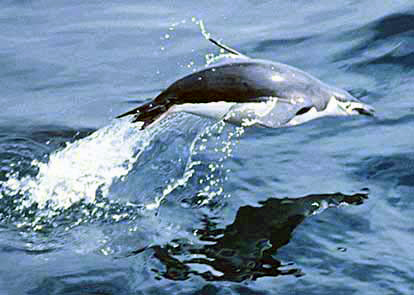
Pinguino

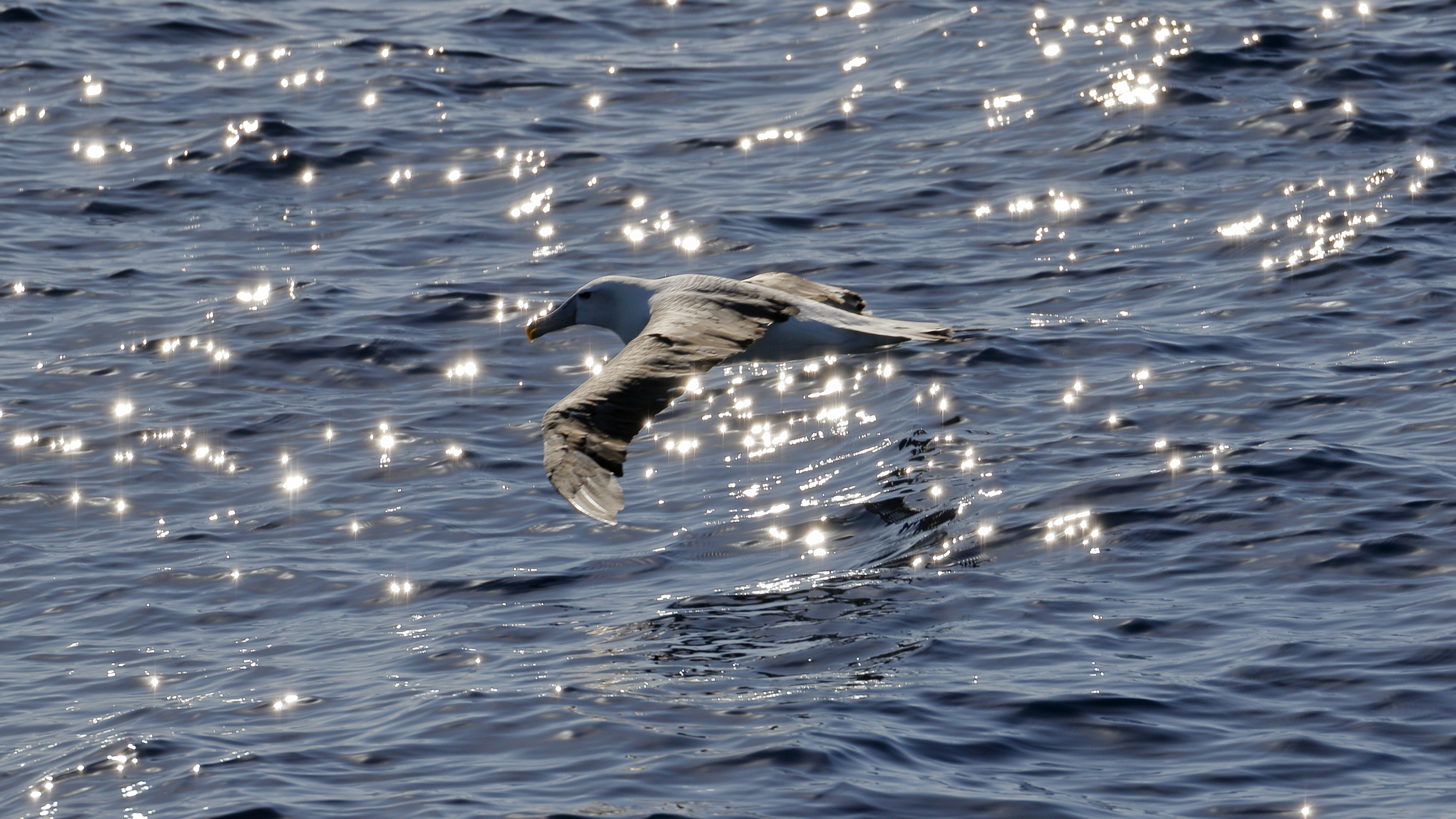
Albatross

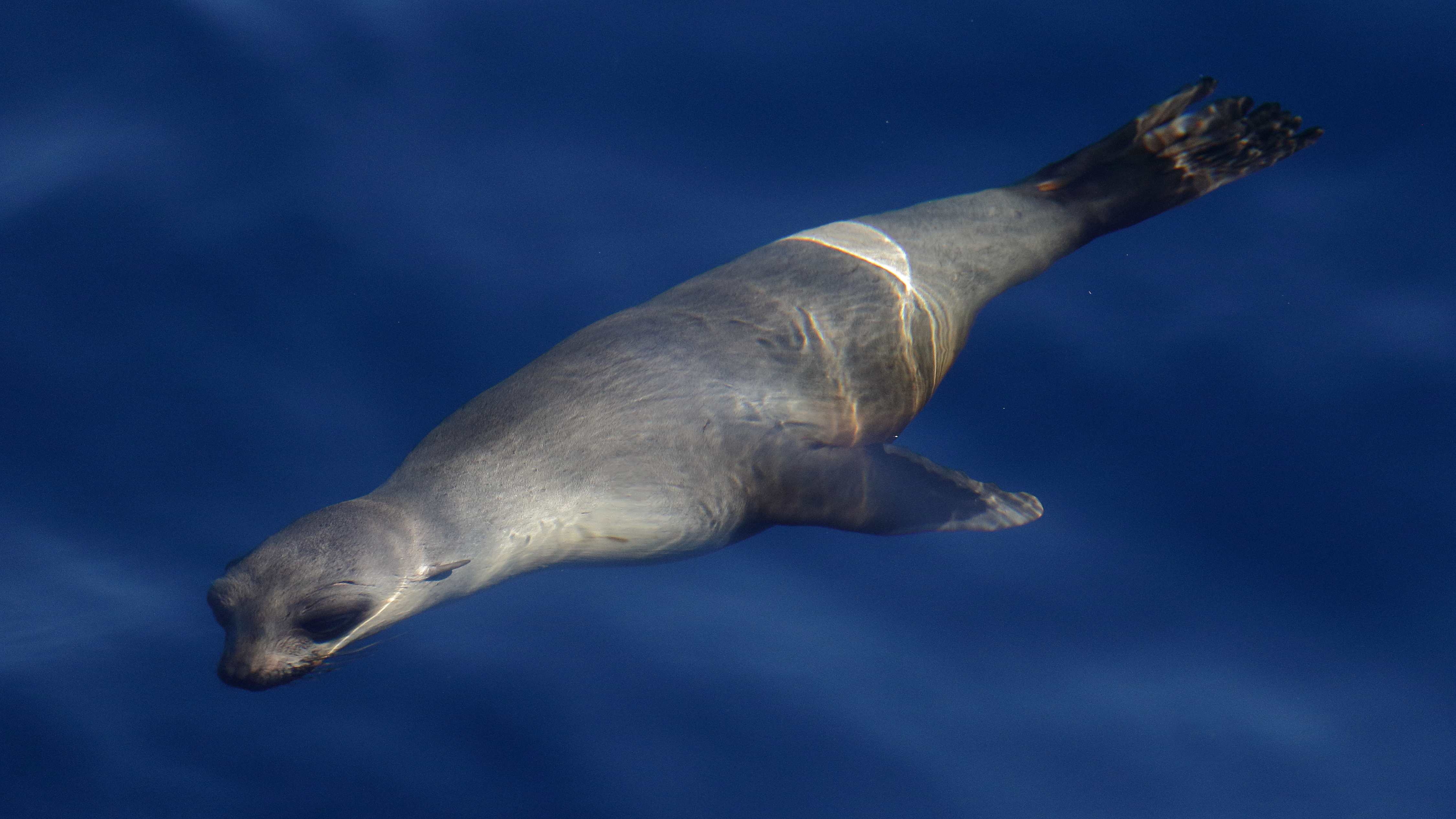
Otaria

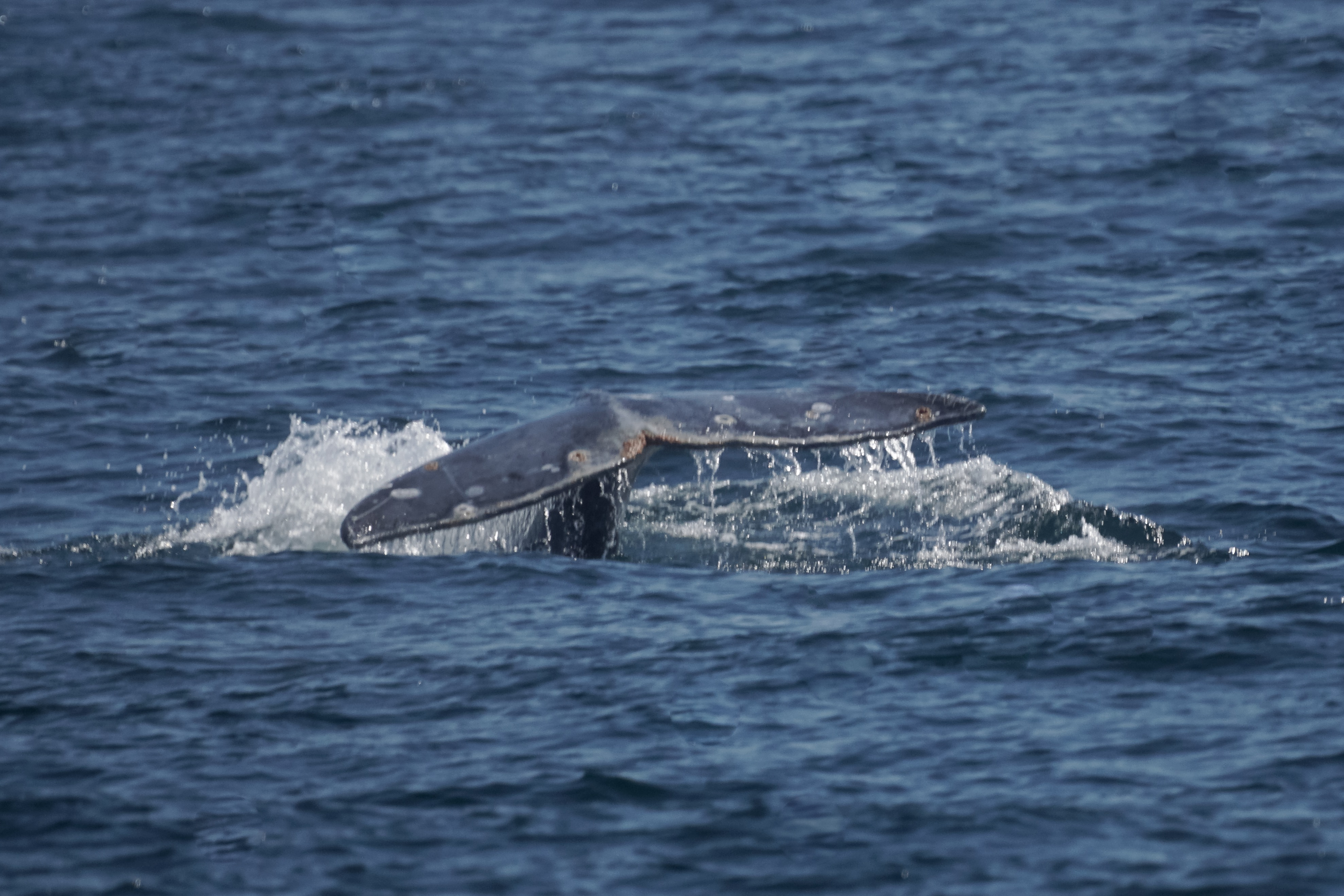
Balena

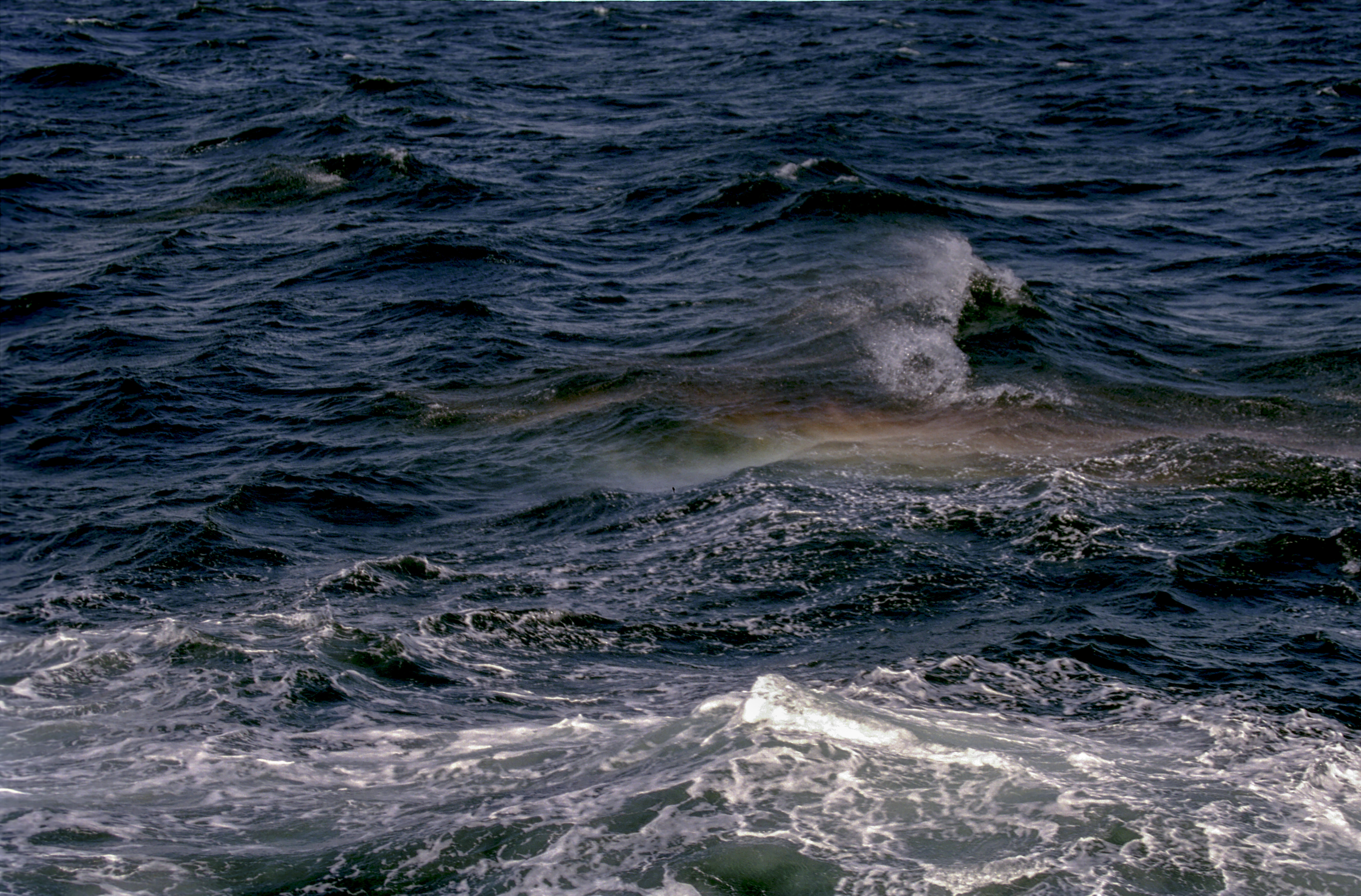
Onde nell'oceano

Già nel 1800, quando l'Antartide non era ancora stata avvistata ma solo ipotizzata, Charles Pierre Claret de Fleurieu propose la denominazione "oceano Glaciale Antartico" per indicare le zone meridionali dei tre maggiori oceani (Pacifico, Atlantico e Indiano) a sud del circolo polare antartico. Nel 1845 la denominazione "Oceano Glaciale Antartico" è stata adottata dalla Società Geografica di Londra.
Nella proposta del 1928 dell'Organizzazione idrografica internazionale tale oceano era presente, ma nella sua revisione del 1953 fu stralciato. Nel 2000 l'Organizzazione idrografica internazionale (IHO), ripropose l'Oceano Antartico; nonostante tra i soli 28 paesi partecipanti all’evento sui 68 allora membri di diritto (l'adesione è limitata esclusivamente agli Stati con sbocco sul mare), soltanto l’Argentina si sia opposta a definirlo il “quinto oceano”, sono emerse difficoltà e divisioni anche sul nome ufficiale in inglese da assegnargli tra: "Southern Ocean" (Oceano Meridionale) o "Anctartic Ocean" (Oceano Antartico) e, poiché 18 dei 28 paesi partecipanti hanno scelto il primo, nella terza edizione del suo: Limits of Oceans and Seas (S-23) alle due proposte gli si è preferita questa.

## Geografia
I mari antartici hanno un'area di circa 20728000 km² (cifra che comprende i mari periferici: il Mare di Amundsen, il mare di Bellingshausen, parte del Canale di Drake, il Mare di Ross e il Mare di Weddell). La terraferma si affaccia sull'oceano con 17968 km di coste.
I mari antartici si differenziano dagli altri oceani, poiché il loro maggiore limite, il confine settentrionale, non è delimitato da linee di costa, ma si fonde negli altri tre oceani: Atlantico, Indiano e Pacifico. Questo chiamerebbe in causa il motivo per cui i geografi potrebbero prendere in considerazione l'oceano Meridionale come un oceano a parte, in contrapposizione ad una estensione verso sud delle altre masse d'acqua. Uno dei motivi deriverebbe dal fatto che gran parte delle acque dei mari antartici differiscono dall'acqua degli altri oceani a causa della corrente circumpolare antartica, attraverso la quale l'acqua viene trasportata intorno alla regione antartica abbastanza rapidamente, in modo che l'acqua a sud dell'America Meridionale ha caratteristiche similari a quelle a sud della Nuova Zelanda come quelle a sud dell'Oceano Indiano.
La banchisa che si forma attorno al continente antartico, profondo circa un metro, va da un minimo di 2,6 milioni di km² a marzo fino ad un massimo di 18,8 milioni di km² in settembre, un aumento di più di sette volte. La corrente circumpolare antartica, lunga 21000 km, si muove eternamente verso est. È la corrente più grande del mondo, e trasporta 130 milioni di metri cubi d'acqua al secondo, 100 volte di più di tutti i fiumi della Terra messi assieme. Le onde possono essere molto alte. Gli iceberg antartici possono avere dimensioni imponenti, anche di chilometri, e sono un pericolo per la navigazione.

### Fondo oceanico
L'Oceano antartico, con una profondità generalmente compresa tra 4000 e 5000 m, è un oceano profondo con poche ristrette zone di acque poco profonde. La piattaforma continentale antartica è stretta e anch'essa relativamente profonda rispetto alle altre: da 400 a 800 m, contro una media mondiale di 133 m. La maggior parte del fondo oceanico è coperta da depositi di origine glaciale, scavati sul terreno dai ghiacciai e poi trasportati in mare. Il punto più profondo dell'oceano si trova all'estremo meridionale della fossa delle Sandwich Australi, e arriva a 7235 m di profondità.

### Clima
La temperatura del mare varia da 10 a −2 °C. Tempeste cicloniche si muovono verso est girando attorno al continente antartico, e sono spesso di forte intensità a causa della differenza di temperatura tra il ghiacci e l'oceano aperto. L'area oceanica compresa tra i 40° di latitudine sud e la corrente circumpolare antartica ha i venti più forti del pianeta. In inverno l'oceano si ghiaccia fino ai 65° di latitudine sud in direzione del Pacifico, e fino ai 55° in direzione dell'Atlantico, portando le temperature superficiali ben al di sotto dello zero. Su alcune coste, venti forti e costanti provenienti dall'interno mantengono la costa libera dal ghiaccio anche in inverno.

## Ambiente
Tutta la regione del Polo Sud è influenzata dal buco nell'ozono, che riduce la schermatura dai raggi ultravioletti solari da parte dell'atmosfera. Si stima che a causa di questo la produzione del fitoplancton dell'oceano, alla base della catena alimentare, sia calata del 15%. Negli ultimi anni si ha notizia di pesca illegale e non regolata. La pesca delle balene è vietata per scopi commerciali a sud dei 40° di latitudine sud (60° tra le longitudini 50° e 130° ovest). La navigazione e la pesca di altre specie sono regolate da vari altri trattati. Molte nazioni proibiscono lo sfruttamento minerario dell'oceano a sud del fronte polare, che si trova nel mezzo della corrente circumpolare antartica e che rappresenta la linea divisoria tra le acque fredde polari e quelle più calde del nord.
I dati più recenti sulla pesca risalgono al 1998-1999 e forniscono una cifra di 199898 t (per l'85% di krill). Nel 1999 sono stati stretti nuovi accordi per limitare la pesca illegale. Nell'estate 1998-1999 ci sono stati 10 013 turisti, per la maggior parte rimasti sulle navi, contro i 9 604 dell'anno precedente. Le stime per il 2000 sono di quasi 16 000 turisti.

### Risorse naturali
Le risorse naturali dell'Oceano antartico sono ancora da esplorare, ma si sospetta la presenza di grandi giacimenti di petrolio e gas naturale lungo il margine continentale e di noduli di manganese. Il ghiaccio che copre l'Antartide è la maggior riserva di acqua dolce del mondo: quasi l'80% del totale. L'oceano presenta estese popolazioni di krill e di vari pesci.

## Porti
I principali porti operativi includono: la Base Esperanza, Villa Las Estrellas (Cile), McMurdo, Stazione Palmer, e altri punti di ancoraggio al largo dell'Antartide. Nelle zone più a sud il ghiaccio impedisce l'attracco, e la maggior parte dei punti di ancoraggio è utilizzabile nella stagione calda. Alcuni di questi necessitano l'uso di una nave rompighiaccio anche in estate. La maggior parte dei porti antartici sono utilizzati dalle stazioni di ricerca governative e non sono aperti a navi commerciali o private, salvo in caso di emergenza. I vascelli più a sud dei 60° di latitudine possono essere oggetto di ispezioni da parte degli osservatori del trattato Antartico.

## Dispute internazionali
Sezioni del continente antartico, sono rivendicate da Argentina, Australia, Cile, Francia, Nuova Zelanda, Norvegia e Regno Unito. A volte queste zone si sovrappongono. La maggior parte delle altre nazioni, compresi gli Stati Uniti d'America, non riconosce queste rivendicazioni, e non hanno rivendicazioni proprie. Il settore compreso tra 90° e 150° di longitudine ovest non è rivendicato al momento da nessuno.

## Suddivisione in bacini, mari e baie
I mari antartici sono suddivisi in bacini che a loro volta sono ulteriormente suddivisi in mari e baie. Partendo dalla Penisola Antartica, in senso orario, incontriamo:
- Bacino atlantico-antartico;
  - Mare di Weddell;
  - Baia della Foca;
- Bacino indo-atlantico-antartico;
  - Baia Breid;
  - Baia Lützow Holm;
  - Baia di Amundsen;
  - Golfo re Edoardo VIII;
  - Baia Mackenzie;
  - Baia di Prydz;
- Bacino indo-antarico;
  - Mare di Davis;
  - Baia Vincennes;
  - Baia Porpoise;
  - Baia Commonwealth;
  - Baia Deakin;
  - Baia Joseph Cook;
  - Baia Robertson;
- Baia Pacifico-Antartica;
  - Mare di Ross;
    - Baia delle Balene;
    - Baia di Okuma;

  - Baia di Sulzberger;
  - Baia Paul Block;
  - Mare di Roald Amundsen;
    - Golfo Wrigley;
    - Baia Pekock;

  - Mare di Bellingshausen;
    - Baia Bonne;
    - Baia Margherita.